# Mark Caughey
Mark Caughey (Belfast, 27 agosto 1960) è un ex calciatore nordirlandese, di ruolo attaccante.

## Palmarès

### Club

#### Competizioni nazionali
- Irish League: 1

Linfield: 1985-1986
- Ulster Cup: 1

Bangor: 1991-1992
- IFA Charity Shield: 1

Glentoran: 1992